# Wincenty Krasiński
Wincenty Krasiński   (Boremel i Varsòvia, 30 de gener de 1782 - Varsòvia, 24 de novembre de 1858) va ser un noble polonès, activista polític i cap militar. La carrera militar de Krasiński va començar el 1791 en la cavalleria, essent lloctinent el 1793. Després del Repartiment de Polònia, fou un abrandat partidari de Napoleó Bonaparte.
Va ser el pare de Zygmunt Krasiński, un dels Tres Bards, els grans poetes romàntics de Polònia .

## General del Primer Imperi
Contusionat a la batalla d'Eylau, va participar en les campanyes de Napoleó com a coronel de cavalleria lleugera polonesa de la Guàrdia Imperial a partir del 17 d'abril de 1807. Va ser ferit durant l'aixecament del dos de maig a Madrid el 1808. També va lluitar en la batalla de Wagram el 1809, va enderrocar els ulans de Schwarzenberg. El 16 de desembre de 1811 esdevingué general de brigada. Va ser present durant les campanyes a Rússia el 1812 i a Alemanya el 1813, on va carregar al capdavant dels seus genets a Reichenbach contra els russos; el 18 de novembre de 1813 fou ascendit a general de divisió. L'any 1814, al comandament de les divisions poloneses de la Grande Armée, es trobava a Brienne i lluità a Reims, empenyent una columna de soldats prussians dels quals prengué 1.600 presoners i tres peces d'artilleria. Després de l'abdicació de l'emperador a Fontainebleau, retornà les seves tropes a Polònia.